# Stefanus van Muret

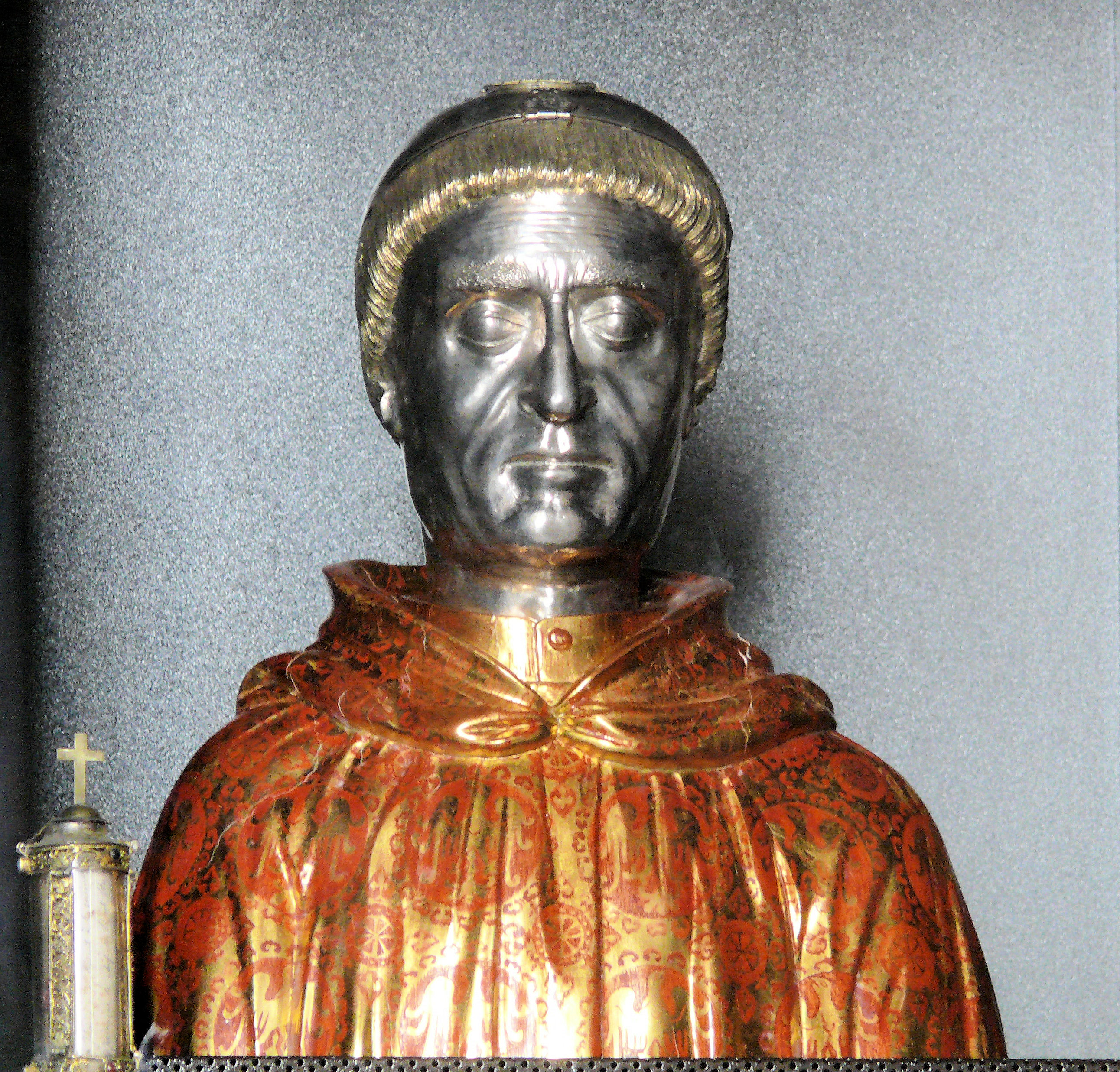
Reliekbuste in de kerk van Saint-Sylvestre

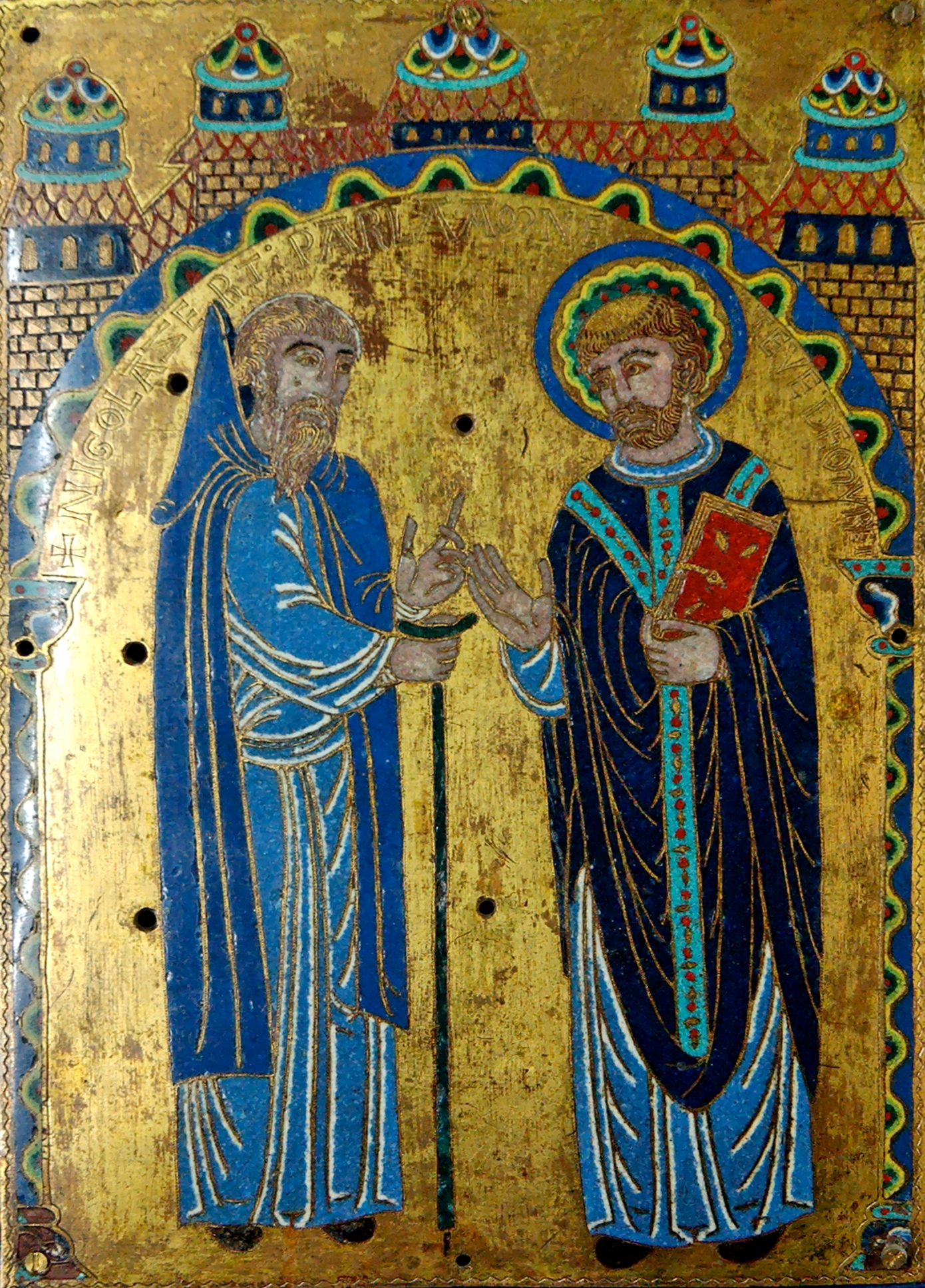
Stefanus van Muret en Hugo van Lacerta (12e eeuw)

Stefanus van Muret, ook van Grandmont of  van Thiers genoemd (Frans: Étienne de Muret, rond 1048 - 1124), was een Franse kluizenaar die als heilige wordt vereerd in de Katholieke Kerk.

## Leven
Stefanus was een zoon van de hertog van Thiers (Auvergne). Hij volgde zijn opleiding bij kanunnik Milo in Parijs en vergezelde hem naar Benevento, waar Milo in 1074 tot bisschop was benoemd. Stefanus werd er diaken. Na de dood van Milo in 1076 trok Stefanus naar Rome waar hij gedurende vier jaar verbleef. Hij trok zich terug bij Muret, waar hij gedurende meer dan 40 jaar als kluizenaar leefde. Volgens de overlevering leefde hij in een kuil in de grond, at hij alleen roggepap en dronk hij alleen water. Stefanus kreeg veel bezoekers die op zoek waren naar troost, hulp of genezing. Ook schaarden zich verschillende volgers rond hem.

## Orde van Grandmont
Na de dood van Stefanus trokken zijn leerlingen naar de afgelegen Monts d'Ambazac, waar ze bij Saint-Sylvestre (Haute-Vienne) een gemeenschap stichtten, de Abdij van Grandmont. Een van deze leerlingen, Hugo van Lacerta, schreef halfweg de 12e eeuw de Pensées, het gedachtegoed van Stefanus die zelf geen geschriften naliet. Stefanus van Liciac schreef de kloosterregel van de Orde van Grandmont. Later schreef een van Stefanus' volgelingen ook nog een heiligenleven. De Orde van Grandmont of de Grammontenzers legde zich toe op gebed en versterving en verspreidde zich over Frankrijk. De orde verdween in de loop van de 18e eeuw.

## Verering
Sint-Stefanus van Muret wordt aanroepen tegen kinkhoest. Zijn feest wordt gevierd op 8 februari.
Zijn reliekschrijn (met daarin onder andere een scheenbeen en een dalmatiek geschonken door keizerin Mathilde) rustte in de Abdij van Grandmont en werden van daaruit na de Franse Revolutie naar de parochiekerk van het nabijgelegen Ambazac gebracht door de plaatselijke pastoor. Daar wordt het rijk versierde schrijn nog steeds bewaard.